# یواس‌اس کاساتات (ای‌او-۷۷)
یواس‌اس کاساتات (ای‌او-۷۷) (به انگلیسی: USS Cossatot (AO-77)) یک کشتی بود که طول آن ۵۲۳ فوت ۶ اینچ (۱۵۹٫۵۶ متر) بود. این کشتی در سال ۱۹۴۳ ساخته شد.